# John Robert Baldwin
John Robert Baldwin (alias Johnny Baldwin, né à Bath le 16 juillet 1918, mort le 15 mars 1952), était un officier de la Royal Air Force Volunteer Reserve (en) britannique et le pilote ayant atteint le plus haut score d'avions abattus avec un Hawker Typhoon.
Lors d'un échange d'officiers avec l'USAF, il fut déclaré manquant et présumé tué en mars 1952 durant la Guerre de Corée, volant sur un North American F-86 Sabre.

## Carrière
Débutant comme personnel au sol avec la RAFVR au début de la Seconde Guerre mondiale, Baldwin devient pilote et rejoint le No. 609 Squadron RAF en 1942. Son premier succès fut d'endommager un FW 190. En janvier 1944, il abat trois Bf 109.
Baldwin part du No. 609 Squadron pour commander le No. 198 Squadron RAF (novembre 1943 - avril 1944). Il commande alors les Wings No. 146 Wing RAF et No. 123 Wing RAF.
Pendant les opérations suivant le Débarquement du 6 juin 1944, Baldwin fut impliqué dans un "friendly fire". Le 27 août 1944, son Wing fut demandé par la Royal Navy pour attaquer des navires ennemis au large du Havre. Les Typhoons du No. 263 Squadron RAF (en) et du No. 266 Squadron RAF (en) attaquèrent les bateaux. Baldwin demanda des clarifications car les navires n'apparaissaient pas comme ennemis, mais on lui dit de continuer. Les bateaux s'avéraient être faisant partie du "1st Minesweeping Flotilla" de la Royal Navy. Au cours de l'attaque, les HMS Britomart et Hussar furent coulés pendant que le Salamander avait sa poupe détruite. Les attaques coûtèrent la vie à 117 marins et 153 furent blessés. La commission d'enquêtes identifia la faute comme reposant entièrement sur la Royal Navy ; l'officier dirigeant le chasseur de mines n'avait pas informé les autres de sa zone d'opérations,.
Dans les derniers jours de la guerre en Europe, il commandait le No. 198 Squadron dans des opérations contre l'armée ennemie dans la Mer baltique. Le 3 mai 1945, des escadrilles du 83 Group attaquèrent des navires allemands. Le No. 198 avec parmi eux les Squadrons No. 184, No. 193, No. 263 et le No. 197 attaquèrent les liners Cap Arcona, Deutschland et le cargo Thielbek qu'il croyait être utilisés par les soldats allemands pour s'échapper vers la Suède. Bien que la Croix-Rouge, qui en avait sauvé 448 quelques jours auparavant, avait prévenu la RAF la veille, le 2 mai 1945, que ces bateaux enfermaient des déportés transférés du camp de concentration de Neuengamme par les Nazis. Comme résultat de ces attaques, plus de 7 000 déportés moururent.
Il fut crédité de 16 victoires aériennes et de beaucoup de véhicules au sol détruits,.

## Médailles et décorations
- 23 février 1943 - L'officier volant John Robert Baldwin (matricule 122 337) de la Royal Air Force Volunteer Reserve, No. 609 Squadron (en) est récompensé par une médaille Distinguished Flying Cross.
- 14 janvier 1944 - Un Bar est ajouté à sa DFC[6]
- 10 mars 1944 - Le Squadron Leader suppléant John Robert Baldwin, DFC (122 337), de la Royal Air Force Volunteer Reserve, No. 198 Squadron (en) est récompensé du Distinguished Service Order en reconnaissance de sa bravoure affichée dans des opérations aériennes contre l'ennemi.
- 29 décembre 1944 - Le Wing Commander suppléant John Robert Baldwin, DSO, DFC (122 337) est récompensé avec un Bar ajouté à sa Distinguished Service Order.
- 24 janvier 1947 - Le Wing Commander John Robert Baldwin, DSO, DFC (122 337) de la Royal Air Force est autorisé à porter la Croix de Guerre 1940 avec Palme conférée par le Gouvernement belge en reconnaissance des services précieux en lien avec la guerre.
- 31 octobre 1947 - Le Wing Commander John Robert Baldwin, DSO, DFC (122 337) de la Royal Air Force est autorisé à porter la décoration de Grand Officier de l'Ordre d'Orange-Nassau conférée par la reine des Pays-Bas en reconnaissance des services précieux rendus en lien avec la guerre.
- 1er janvier 1948 - Le Wing Commander suppléant John Robert Baldwin, DSO, DFC (122 337) est autorisé à porter la médaille Air Force Cross.
- 30 octobre 1953 - Le Squadron Leader John Robert Baldwin, DSO, DFC, AFC (122 337) de la Royal Air Force (manquant) est autorisé à porter la médaille Distinguished Flying Cross conférée par le Président des États-Unis en reconnaissance des services précieux effectués pendant les opérations en Corée.